# Guillermo de Ercuis
Guillermo de Ercuis (1265-1315) fue el encargado de distribuir las lismosnas del rey Felipe III de Francia (1245-1285), preceptor del rey Felipe IV de Francia, notario real, canónigo de Laon, Noyon, Senlis, Mello y Marchais y de Reims, archidiácono de Laon y de Thiérache.
Consignó en su Libro de razones, unas notas relativas a sus gastos para adquirir tierras, bienes muebles y objetos diversos. Una cantidad determinada de notas, también relatan eventos de su vida familiar (matrimonios, nacimientos, etc.), incluso eventos relativos a la vida en la corte de 1280 a 1315 (muerte del rey Felipe III, viajes del rey, epidemias, etc.)
Por ejemplo, una de las notas, f. 13, menciona: EL AÑO MIL CCIIIIXX y XVII van los reyes de Francia en Flandes contra Guy, conde de Flandes. Otra nos dice que en el año 1307 Aélis de Colone parte de París a Santiago de Compostela y vuelve el 27 de mayo.
El libro de razones de Guillermo de Ercuis fue publicado por J. Petit. Su testamento, fechado el sábado después de la Santa Venia de 1314 se conservó gracias a un documento del oficial de París del 26 de junio de 1329. Éste atestigua su gran piedad, su profundo desprendimiento y su reconocimiento a la familia real. Muere en 1315.
Los Coustant son los descendientes de Thibaut Coustant de Ercuis, su padre.